# Nottingham Airport
Nottingham Airport är en flygplats i Storbritannien.   Den ligger i grevskapet Nottinghamshire och riksdelen England, i den sydöstra delen av landet, 170 km norr om huvudstaden London. Nottingham Airport ligger 34 meter över havet.
Terrängen runt Nottingham Airport är platt. Runt Nottingham Airport är det tätbefolkat, med 266 invånare per kvadratkilometer. Närmaste större samhälle är Nottingham, 6,1 km nordväst om Nottingham Airport. Trakten runt Nottingham Airport består till största delen av jordbruksmark.